# Ljapas
Ljapas, LYaPAS (ros. ЛЯПАС, ŁJaPAS; skrót od Логический Язык Программирования Алгоритмов Синтеза дискретных автоматов - Logiczny Język Programowania Algorytmów Syntezy dyskretnych automatów) – język programowania, zorientowany na problemy logiczne. Opracował go w latach 60. w Związku Radzieckim Arkadź Zakrewski.
Język jest rozszerzeniem języka APL. Motywacją dla jego stworzenia było to, że rozpowszechnione wówczas języki programowania wysokiego poziomu, takie jak ALGOL i FORTRAN, były zorientowane przede wszystkim na programy obliczeniowe i niezbyt pasowały do opisu algorytmów syntezy logicznej. Translator Ljapas został po raz pierwszy zaprezentowany w roku 1964. Od początku lat 70. język był rozwijany w Instytucie Cybernetyki Technicznej Akademii Nauk Białorusi. Wtedy powstały m.in. wersje translatora Ljapas dla komputerów rodziny BESM. W roku 1974 powstała znacznie zmieniona wersja języka pod nazwą Ljapas-M. Translator tej wersji został opracowany dla systemów komputerowych Riad, a po latach zaadaptowany dla komputerów osobistych. 
W latach 70. Ljapas zdobył popularność w Związku Radzieckim i w pewnym stopniu w innych krajach RWPG, w tym w Polsce, gdzie powstał translator tego języka dla komputerów serii Odra. W USA opracowano interpreter języka. Ljapas był stosowany przede wszystkim do programowania systemów komputerowego wspomagania projektowania układów cyfrowych. W latach 90. XX wieku Ljapas został wyparty przez C++ i obecnie prawie nie jest wykorzystywany.